# Bankovní akademie-Gymnázium a SOŠ
Bankovní akademie - Gymnázium a Střední odborná škola, a.s. je gymnázium a střední odborná škola se sídlem na Praze 10. Bankovní akademie je soukromou školou pro vzdělávání žáků i dospělých, na trhu působí od roku 1993. Pod svou značkou sdružuje střední odbornou školu zaměřenou na finance a ekonomiku a všeobecné gymnázium orientované na sociálně právní oblast. Škola také realizuje kurzy pro odbornou veřejnost. Je zakladatelkou Vysoké školy finanční a správní, a.s., která je zároveň jejím jediným akcionářem. Pro absolventy po maturitě to znamená možnost pokračovat ve studiu.
Bankovní akademie je součástí Společenství škol. Tato soustava soukromých škol nabízí kompletní škálu vzdělání od mateřské školy až po univerzitu. Nejmladším členem společenství jsou Kouzelné školy – mateřská a základní, které jsou postaveny na principu Montessori. V rámci Společenství škol tak mohou studovat lidé od mateřské školy po vysokou.

## Právnické osoby
| ID zařízení | Název zařízení           | Kapacita | Ulice          | Obec     | Typ |
| ----------- | ------------------------ | -------- | -------------- | -------- | --- |
| 049704397   | Střední škola            | 520      | Kodaňská 54/10 | Praha 10 | C00 |
| 181023415   | Školní jídelna - výdejna | 540      | Kodaňská 54/10 | Praha 10 | L13 |

## Vyučované obory
| Popis oboru                   | Forma vzdělání | Kód oboru   | Kapacita oboru | Délka vzdělání |
| ----------------------------- | -------------- | ----------- | -------------- | -------------- |
| Ekonomika a podnikání         | denní          | 63-41-M/01  | 160            | 4 r. 0 měs.    |
| Ekonomika a podnikání         | dálkové        | 63-41-M/01  | 175            | 4 r. 0 měs.    |
| Bankovnictví a pojišťovnictví | denní          | 63-43-M/001 | 160            | 4 r. 0 měs.    |
| Ekonomické lyceum             | denní          | 78-42-M/02  | 120            | 4 r. 0 měs.    |
| Gymnázium - všeobecné         | dálkové        | 79-41-K/401 | 100            | 4 r. 0 měs.    |
| Gymnázium                     | dálkové        | 79-41-K/41  | 100            | 4 r. 0 měs.    |
| Gymnázium                     | denní          | 79-41-K/81  | 200            | 8 r. 0 měs.    |

## Technické zázemí školy
- PC učebna (24 počítačů s připojením na internet, interaktivní tabule, dataprojektor a 3D tiskárna)
- Přírodovědná laboratoř vybavená vizualizérem, dataprojektorem a laboratorními pomůckami.
- Škola vede elektronické třídní knihy v systému Bakaláři a elektronickou žákovskou knížku v aplikaci Komens. Rodiče i žáci mají možnost dálkově sledovat nejen klasifikaci, ale i témata probíraného učiva a absenci.
- Vyučující a žáci využívají pro výuku či projekty Multimediálního centra VŠFS, kde mají možnost procvičit si své prezentační dovednosti či předvést umělecké pokusy včetně filmového záznamu svých vystoupení.
- Bankovní akademie využívá také Kongresové centrum VŠFS, sál pro 150 návštěvníků. Pro žáky Bankovní akademie v něm mimo jiné pořádají přednášky pedagogové VŠFS.
- V rámci semináře kriminalistických metod pracují s odborným programem a pomůckami. Na VŠFS vzniká kriminalistická laboratoř, kterou budou moci[kdy?] využívat i žáci BA.